# Внуково (Переславский район)
Внуково — деревня в Переславском районе Ярославской области в составе Рязанцевского сельского поселения. 
Постоянное население на 1 января 2007 года 5 человек.
Расположено на востоке района, ближайшие сёла: Высоково в 3 км на восток, Вёска в 2 км на юг и Боронуково в 2 км на юго-запад. Расстояние до райцентра Переславль-Залесского около 30 километров (из них 4 км — просёлок), ближайшая железнодорожная станция — Рязанцево — в 8 км. Высота над уровнем моря — 156 м. В деревне 1 улица — Зелёная

## Галерея

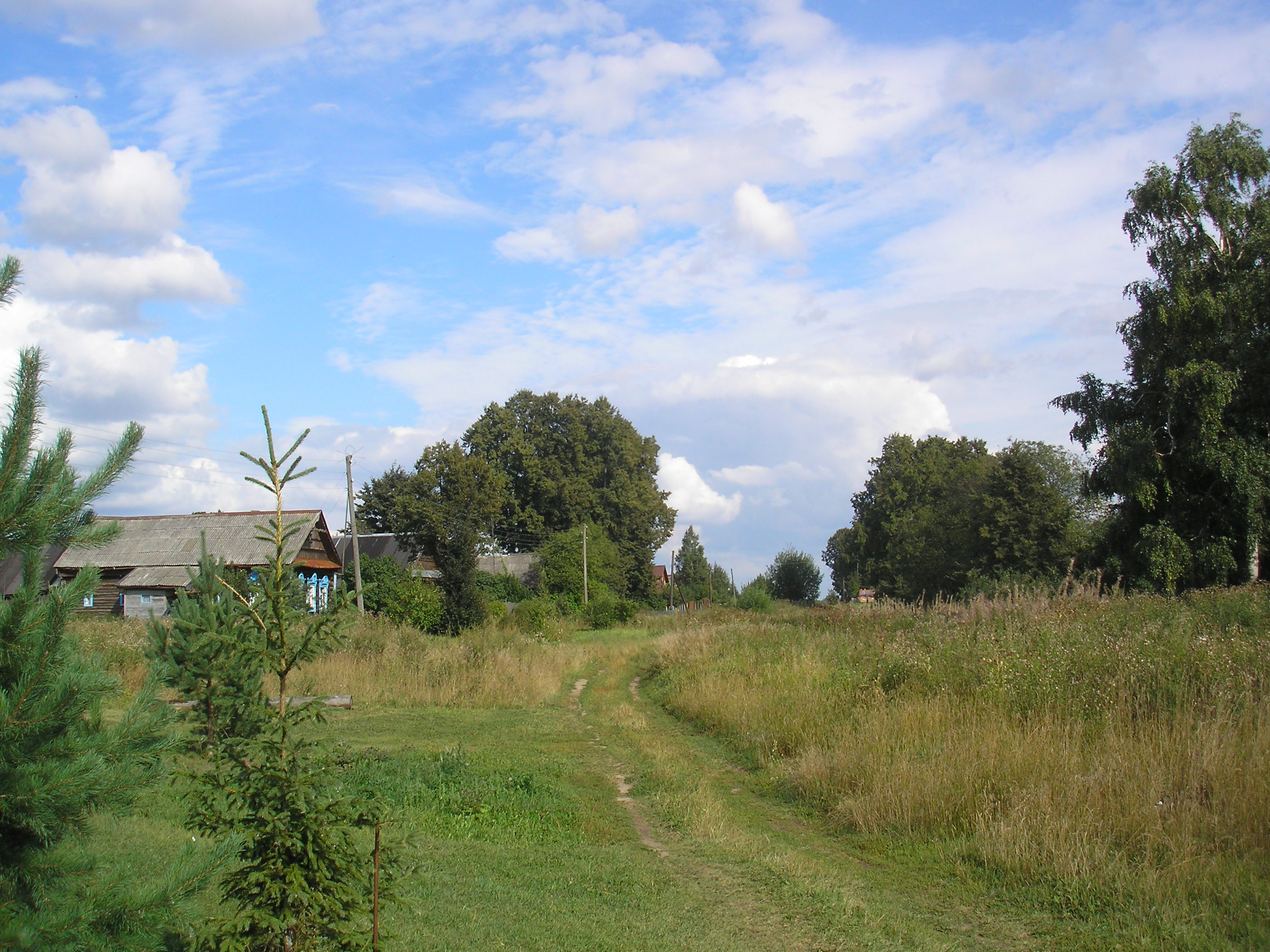
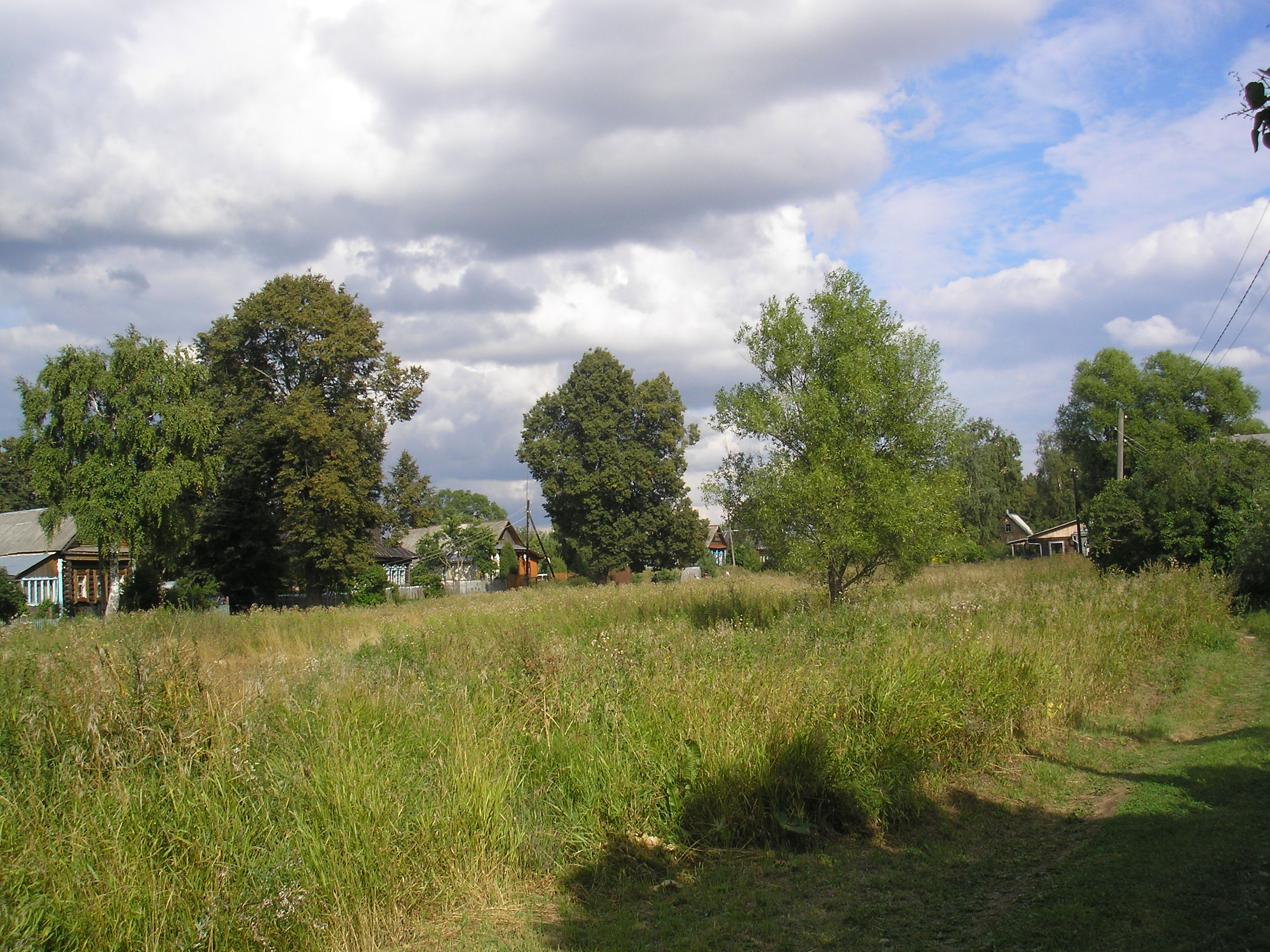